# Аніта Муй
Аніта Муй Їм-фон (кит. трад. 梅艷芳, спр. 梅艳芳, англ. Anita Mui Yim-fong; 10 жовтня 1963 — 30 грудня 2003) — гонконзька співачка та акторка, яка здійснила значний внесок до кантонської поп-музики та отримала численні нагороди й відзнаки. Вона вважається примадонною кантопопу. Її називали «дочкою Гонконгу».
Свого часу Муй зібрала аншлаговий концерт у Гаммерсміті, Лондон, Англія, де її охрестили «Мадонною Сходу» (東方麥當娜). Це принесло їй подальшу міжнародну славу. Її іменували цим титулом протягом усієї її кар'єри, як у східних, так і в західних ЗМІ.
У 1980-х роках Муй здійснила революцію у музичному стилі гонтай (港臺) своїми запальними танцями та жіночністю на сцені. Вона славилася своїми епатажними костюмами та потужними виступами у поєднанні з рідкісним голосом контральто.
Починаючи з 1983 року, Муй почала зніматися у кіно. Часто знімалася зі своїм другом Леслі Чуном у головних ролях. З 1989 року знімалася у фільмах Джекі Чана, через які з нею познайомилась міжнародна кіноглядацька аудиторія.
Муй мала численних шанувальників далеко за межами Гонконгу в багатьох частинах Азії, включаючи Тайвань, материковий Китай, Сінгапур і Малайзію та інші країни. В індустрії розваг Гонконгу, де зірки часто швидко народжуються і згасають, Муй залишалася в центрі уваги протягом 21 року (1982–2003). Її кар'єра різко обірвалася в 2003 році, коли вона оголосила, що хвора на рак шийки матки. Вона померла того ж року у 40-річному віці. Згодом стало відомо, що хвороба в неї розвинулася через сімейну генетичну схильність, оскільки її сестра Енн померла з тим же діагнозом у 2000 році у 40-річному віці.

## Відзнаки і нагороди
- 1982 — переможець конкурсу New Talent Singing Awards на телеканалі TVB.
- 1985—1989 — п’ятикратна переможиця щорічної премії Jade Solid Gold Top-10 у категорії «Найпопулярніша виконавиця».
- 1985 — Гонконзька кінопремія у категорії «Найкраща жіноча роль другого плану».
- 1988 — Золотий кінь[en] у категорії «Найкраща жіноча роль» за фільм «Рум'яна».
- 1989 — Гонконзька кінопремія у категорії «Найкраща жіноча роль» за фільм «Рум'яна».
- 1998 — Гонконзька кінопремія у категорії «Найкраща жіноча роль другого плану».

## Фільмографія
Вибрана фільмографія
- 1988 — Рум'яна[en]
- 1989 — Диво
- 1993 — Героїчне тріо
- 1993 — Кати 2
- 1994 — Легенда про п'яного майстра
- 1995 — Бійка в Бронксі

Про неї
- 2021 — Аніта[en]